# Stortjärnen (Kalls socken, Jämtland, 707148-135137)
Stortjärnen är en sjö i Åre kommun i Jämtland och ingår i Indalsälvens huvudavrinningsområde. Sjön har en area på 0,0395 kvadratkilometer och ligger 541,7 meter över havet.

## Delavrinningsområde
Stortjärnen ingår i det delavrinningsområde (707162-135351) som SMHI kallar för Utloppet av Gråsjön. Medelhöjden är 599 meter över havet och ytan är 24,13 kvadratkilometer. Det finns inga avrinningsområden uppströms utan avrinningsområdet är högsta punkten. Gråsjöån som avvattnar avrinningsområdet har biflödesordning 2, vilket innebär att vattnet flödar genom totalt 2 vattendrag innan det når havet efter 344 kilometer. Avrinningsområdet består mestadels av skog (31 procent), sankmarker (12 procent) och kalfjäll (36 procent). Avrinningsområdet har 4,05 kvadratkilometer vattenytor vilket ger det en sjöprocent på 16,8 procent.